# Lynn Pinsart
Lynn Pinsart (Oostende, 30 oktober 1990) is een Belgisch auteur van kinderboeken.

## Carrière
In 2020 debuteerde ze, samen met illustrator Flore Deman, met 2 prentenboeken: Koala zit verstopt en Giraf wil ook een geluid. Nadien brachten ze in dezelfde reeks ook Octopus droomt van een lief uit. In 2022 verscheen het voorleesverhaal Ik stop de grote mensen in bed, geïllustreerd door Julie Vangeel. Dit verhaal werd genomineerd door De Leesjury 2023 - 2024. Pinsart brengt haar boeken uit bĳ Pelckmans Uitgevers.

## Prĳzen en onderscheidingen
Ieder jaar wordt een aantal kinderboeken geselecteerd die door De Leesjury gelezen en beoordeeld worden. In de editie 2023-2024 werd het kinderboek Ik stop de grote mensen in bed genomineerd in de categorie leesgroep 1 (4 tot 6 jaar).